# Severed Survival
Severed Survival är det amerikanska death metal-bandet Autopsys debutalbum, släppt 1989 av skivbolaget Peaceville Records. Låttexterna belyser bland annat skräck, tortyr och våld. Albumet har influerat band som Cannibal Corpse, Entombed och Dismember.
I samband med albumets 20-årsjubileum, släppte Peaceville Records en speciell utgåva av Severed Survival den 23 februari 2009. Dubbel-skivan innehåller repetitiononer och live-material, samt demo-versioner av två låtar, "Mauled to Death" och "Human Genocide", som inte kom med på det ursprungliga albumet.

## Låtlista
Alla låtar är komponerade av Chris Reifert, där intet annat anges.
| Nr           | Titel                       | Kompositör           | Längd |
| ------------ | --------------------------- | -------------------- | ----- |
| 1.           | Charred Remains             |                      | 3:40  |
| 2.           | Service for a Vacant Coffin | Eric Cutler, Reifert | 2:51  |
| 3.           | Disembowel                  | Cutler, Reifert      | 4:05  |
| 4.           | Gasping for Air             | Cutler               | 3:20  |
| 5.           | Ridden with Disease         |                      | 4:53  |
| 6.           | Pagan Saviour               |                      | 4:10  |
| 7.           | Impending Dread             | Cutler, Reifert      | 4:46  |
| 8.           | Severed Survival            |                      | 3:28  |
| 9.           | Critical Madness            |                      | 4:32  |
| 10.          | Embalmed                    | Cutler, Reifert      | 3:02  |
| 11.          | Stillborn (dolt spår)       |                      | 2:48  |
| Total längd: | Total längd:                | Total längd:         | 41:38 |

## Medverkande
Musiker (Autopsy-medlemmar)
- Chris Reifert – sång, trummor
- Danny Coralles – gitarr
- Eric Cutler – gitarr

Bidragande musiker
- Steve DiGiorgio – basgitarr

Produktion
- John Marshall – producent, ljudtekniker
- Autopsy – producent
- Kent Mathieu – omslagskonst
- Kev Walker – omslagskonst
- Kurt Hubert – foto